# Rottenbach
Rottenbach település Ausztriában, Felső-Ausztria tartományban, a Grieskircheni járásban, területe 14,6 km².

## Fekvése
Tengerszint feletti magassága 424 méter. Rottenbach Pram, Wendling, Hofkirchen an der Trattnach, Weibern és Haag am Hausruck településekkel határos.

## Népesség
Lakosainak száma 1105 fő (2018. január 1.).